# Tatort: Erkläre Chimäre
Erkläre Chimäre ist ein Fernsehfilm aus der Kriminalreihe Tatort. Der Film wurde vom WDR produziert und am 31. Mai 2015 erstausgestrahlt. Es ist der 27. Fall mit Axel Prahl und Jan Josef Liefers als Münsteraner Ermittler Thiel und Boerne. In dieser 949. Folge der Tatort-Reihe geht es um zwei Morde, die zur Vertuschung einer anderen Straftat begangen wurden und um einige Verwirrungen in Boernes Familie.

## Handlung
Professor Karl-Friedrich Boerne, Hauptkommissar Frank Thiel und die frisch zur Kommissarin ernannte Nadeshda Krusenstern haben zum Feierabend gemeinsam gefeiert. Kaum dass sie sich ein Taxi rufen wollen, erscheint auch schon Thiels Vater und erklärt, dass es einen Unfall mit Fahrerflucht gegeben habe. Seine Taxifahrerkollegin Tine Haemmer habe alles beobachtet, und so bringt er die drei gleich zum Ort des Geschehens. Das Opfer ist ein Obdachloser, der schwer verletzt ins Krankenhaus gebracht wird und bald darauf verstirbt. Somit ist die Angelegenheit nicht nur ein Fall für die Verkehrspolizei, sondern auch für die Mordkommission.
Thiel und Krusenstern haben sich zunächst um einen anderen Fall zu kümmern. Der 25-jährige homosexuelle Südamerikaner Luis Bênção wird ermordet in einer ehemaligen Schlachterei aufgefunden, die zum Gelände einer Gastwirtschaft gehört. Sein Hals weist einen großen Kehlschnitt auf, doch findet Boerne heraus, dass der Mann bereits vorher erstickt war, nachdem er etwas Scharfkantiges verschluckt hatte.
Bei Professor Karl-Friedrich Boerne hat sich Besuch aus Florida angekündigt. Sein homosexueller Erb-Onkel Gustav von Elst kommt ihn in Münster besuchen, weshalb ihm Boerne vorspielt, mit Thiel verheiratet zu sein. Der Hauptkommissar findet das gar nicht witzig, doch er ist Boerne noch einen Gefallen schuldig, da dieser ihm vor kurzem durch einen beherzten Luftröhrenschnitt das Leben gerettet hatte. Als von Elst von den Mordermittlungen an Bênção erfährt, reagiert er geschockt. Von Elst war mit dem Ermordeten liiert.
Staatsanwältin Klemm liegt unterdessen nach einer kleinen Schönheitsoperation im Krankenhaus.
Thiel erfährt von seinem Vater, dass einer seiner Kollegen Luis Bênção zu einer Weinhandlung gefahren hatte. Er befragt die Inhaber Isolde und Ewald Schosser, kann jedoch keine weiterreichenden Hinweise erhalten. Bênção wollte den Händlern auch keinen Wein verkaufen, sondern alte Champagnerflaschen von 1829, die ein kleines Vermögen wert sind. Gustav von Elst berichtet seinem Neffen von den Tauchgängen, die er gemeinsam mit Bênção vor Kuba unternommen hatte. Dabei haben sie eine Kiste mit sechs der wertvollen Flaschen gefunden und nicht der kubanischen Regierung übergeben, sondern heimlich behalten, die Bênção hier in Deutschland verkaufen wollte. Dabei wollte er sich gleichzeitig bei den Förderern des „Blauen Kreises“ bedanken, die von Deutschland aus Waisenhäuser in Südamerika unterstützen, wo auch Bênção selbst aufgewachsen war.
Thiel befragt noch einmal die Weinhändler Schosser, die angeben, für 250.000 Euro Ware von Bênção gekauft zu haben. Damit liegt für die Ermittler ein Raubmord nahe, denn Bênção fuhr zum Bahnhof und hat sehr wahrscheinlich das Geld in einem Gepäckfach deponiert. Thiel lässt alle Fächer öffnen, findet allerdings nichts Verdächtiges. Boerne ist sich sicher, dass Bênção verfolgt wurde und vor Angst den Schlüssel verschlucken wollte. Doch ist er daran erstickt und der Täter hat sich mit einem beherzten Schnitt den Schlüssel verschafft. Die einzigen, die dafür in Frage kommen, scheinen die Schossers zu sein. Beim Verhör schweigen sie zunächst. Sie wollen ihren drogenabhängigen Sohn Tom schützen, der eventuell das Geschäft mitbekommen hatte. Als Thiel und Krusenstern Tom Schosser befragen wollen, ergreift er die Flucht und schlägt Krusenstern nieder, die verletzt im selben Zimmer wie Staatsanwältin Klemm landet. Boerne und Thiel finden Tom bei seinen Eltern und nehmen ihn mit, er kann aber wieder aus dem Taxi entkommen. Auf den Überwachungsvideos vom Bahnhof können die Ermittler den Jungen eindeutig identifizieren. Es ist offensichtlich, dass er Bênção gefolgt war, aber beim Öffnen eines Schließfachs ist er seltsamerweise nicht zu sehen. Dafür werden Toms DNA-Spuren in der ehemaligen Schlachterei gefunden, was für seine Schuld spricht. Als sie den Jungen endlich finden, gibt er zu, den Brasilianer zwar verfolgt zu haben, doch als dieser den Schlüssel verschluckte und zu ersticken drohte, sei er in Panik geflohen, das Messer habe er fallen gelassen.
Thiels Vater überlegt, seine Selbständigkeit aufzugeben und das Angebot seiner Kollegin Tine Haemmer anzunehmen, bei ihr miteinzusteigen. Als er sich endlich dazu durchgerungen hat und ihr die Nachricht überbringen will, findet er sie leblos im Flussbett liegen, offenbar von einer Brücke gestürzt. Sie wird ins Krankenhaus gebracht, wo sie später stirbt. Boerne kann frische DNA-Spuren sichern, die seltsamerweise mit denen von Luis Bênção übereinstimmen, der aber schon seit drei Tagen tot ist. Die Theorie eines möglichen Zwillingsbruders zerschlägt sich schnell, doch Boerne findet heraus, dass Bênção im Kindesalter Blutkrebs hatte, der mithilfe einer Stammzellentransplantation geheilt werden konnte. Damit erklärt sich für Boerne die deckungsgleiche DNA im Blut, die in der modernen Medizin als Chimäre bezeichnet wird. Thiel ist klar, dass das Blut auf der Brücke nicht nur vom Mörder stammt, sondern auch vom Spender der Stammzellen für Bênção. Ebenso könnte er auch diesem den Schlüssel abgenommen haben, da ja Tom Schosser die Tat strikt leugnet. Die gefundenen Blutspuren wurden somit nur Bênção zugeordnet.
Staatsanwältin Klemm gibt den Anstoß, dass ihr Bekannter, Dr. Thomas Jehle, der Gründungsmitglied der ersten Stunde des „Blauen Kreises“ war, damals der Stammzellenspender für Luis Bênção war. Nachdem Thiel Jehle eine Falle stellt, gibt dieser zu, dass er das Gespräch zwischen Bênção und Tom Schosser um die 250.000 Euro mitangehört hatte und Bênção die Kehle aufschnitt, nachdem Tom Schosser floh.
Dr. Jehle war auch Mörder von Tine Haemmer, die ihn beobachtete, wie er den Obdachlosen überfuhr und ihn anschließend um 100.000 Euro erpressen wollte.
Kurz bevor Boernes Onkel Münster wieder verlässt, erklärt er seinem Neffen, dass er sich entschlossen hat, seine Villa in Florida dem „Blauen Kreis“ zu hinterlassen. Boerne kann sein Entsetzen nur mit Mühe verbergen.

## Hintergrund
Die Dreharbeiten fanden zwischen dem 15. Oktober und dem 14. November 2014 in Münster, Köln, Monheim und Umgebung statt. Bei dem Fahrzeug, mit dem Boerne unterwegs ist, handelt es sich um einen Wiesmann MF3.

## Rezeption

### Einschaltquote
Die Erstausstrahlung von Erkläre Chimäre am 31. Mai 2015 wurde in Deutschland von 13,01 Millionen Zuschauern gesehen und erreichte einen Marktanteil von 37,2 % für Das Erste. Damit war die Folge die Fernsehsendung mit den drittmeisten Zusehern im Jahr 2015.

### Kritik
Tilmann P. Gangloff findet bei tittelbach.tv: „Mit ihrem zehnten Drehbuch für den ‚Tatort‘ aus Münster ist Stefan Cantz und Jan Hinter, den Erfindern von Thiel und Boerne, die nahezu perfekte Kombination aus Krimi und Komödie gelungen. Der Fall ist komplex und verzwickt, ohne je unübersichtlich zu werden, die komischen Momente sind liebevoll ausgedacht und vorbildlich in die Geschichte integriert. Erkläre Chimäre charakterisiert exakt die Stimmung des Films: Der Reim signalisiert das Augenzwinkern, der medizinische Fachbegriff Chimärismus liefert die Lösung... “
Focus online urteilt: „Die Kriminalgeschichte setzt sich nach und nach aus einem verzwickten Mosaik zusammen, dessen Bruchstücke teilweise etwas weit hergeholt sind. Doch so richtig ernst nimmt sich der Münster-„Tatort“ ja nie. Besonders gelungen sind in dieser Folge die Verschmelzung und die Parallelen des Krimi-Falls mit der Geschichte von Boerne und Thiel.“

„Manchmal ist der Münster-‚Tatort‘ richtig gut. […] Oft ist der Münster-‚Tatort‘ aber auch richtig schlecht. Dann sondern die Verantwortlichen einen schrägen Einfall nach dem anderen ab und schaffen es nicht mal, irgendeine Verbindung zwischen diesen Einfällen herzustellen. Kurz: Dieser ‚Tatort‘ ist wirklich eine zähe, erratische, unsympathische Angelegenheit.“

„Das Infantile ist Teil jeden Witzes, das Infantile kippt auch in Münster oft ins Alberne, aber in diesem Stück von Regisseur Kaspar Heidelbach ist alles ganz schön in der Waage. […] Der Fall ist nicht zu kompliziert, er ist aber auch nicht so lapidar wie sonst manchmal, sie haben Christian Kohlund als Patenonkel noch mal ausgegraben, und mit dem Thema Homo-Ehe kann man, wie gerade zu beobachten ist, auch verkrampfter umgehen.“